# Carlos Freile
Carlos Freile Zaldumbide est un homme d'État équatorien (18 mai 1851 - 28 août 1928). Il était le président du Sénat lorsque la mort du président Emilio Estrada le hissa au poste suprême de l'État. Il en demeura le président de l'Équateur par intérim jusqu'à l'arrivée au pouvoir de Flavio Alfaro, qu'il remplaça lui aussi à ce poste lorsqu'il fut assassiné en 1912. 